# 李正秀
李正秀（1980年1月8日—），出生于韩国庆尚南道金海市，足球运动员，现效力于水原三星，他是韩国国家队的成员。李正秀虽然司职中后卫，但他的速度和进球能力却是非常出色的。

## 俱乐部生涯
2002年，李正秀在安养LG（FC首尔前身）开始职业足球生涯，此后他又先后效力于仁川联和水原三星。2009年，李正秀转会加盟京都不死鸟，赛季表现出色，出场32次打进5球。2010年，他转会到鹿岛鹿角，半个赛季就为球队在联赛中出场10次，打进3球，亚冠联赛中出场5次，射入1球。南非世界杯之后，2010年7月，他便再次转会加盟卡塔尔联赛球会阿尔萨德队。2016年1月27日，與阿尔萨德队協商後，再度回到韓國水原三星队。

## 国家队生涯
2008年3月26日，李正秀在和朝鲜的2010年世界杯外围赛中第一次代表国家队出场。2009年9月5日，他在和澳大利亚的友谊赛中打进国家队首球。2010年，首次代表韩国出戰南非主辦的2010年世界杯足球赛決賽周，並在首場對戰希臘的比賽中，射進韩国在該屆賽事的第一個入球；他為國家隊出戰全部四場賽事，並取得兩個入球。